# Ałaid
Ałaid (ros. Алаи́д) – wulkan z grupy stratowulkanów położony na wyspie Atłasowa w archipelagu Wysp Kurylskich, 2339 m n.p.m. Jego wiek jest określany na 40 000–50 000 lat.

## Aktywność
Najstarsze wzmianki o erupcjach pochodzą z roku 1790. Kolejne erupcje odnotowywano w latach 1854, 1860, 1894, 1933, 1972, 1973, 1981, 1982, 1986, 1996, 1997, 2012 oraz 2015.

29 kwietnia 2002 roku, w czasie próby zdobycia wulkanu, śmierć poniosło dwóch japońskich turystów.